# Edward Shackleton
Edward Arthur Alexander Shackleton, Baron Shackleton OBE PC (* 15. Juli 1911 in London; † 22. September 1994 in Lymington, Hampshire), war ein britischer Forschungsreisender und Politiker der Labour Party.

## Leben

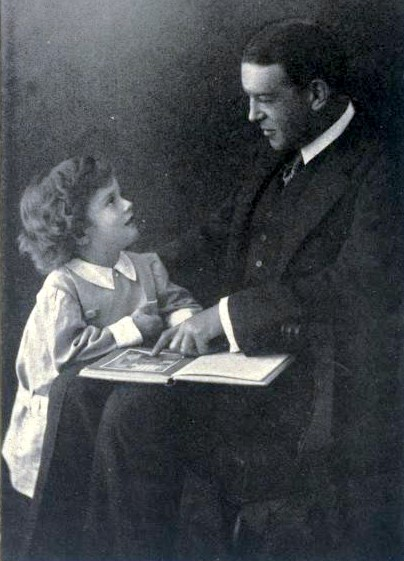
Der dreijährige Edward Shackleton mit seinem Vater im Jahr 1914.

Shackleton wurde im Londoner Stadtbezirk Wandsworth als drittes Kind des Antarktisforschers Sir Ernest Shackleton und dessen Frau Emily (geb. Dorman) geboren. Am 27. April 1938 heiratete er Elizabeth Muriel Marguerite („Betty“) Homan. Aus der Ehe gingen zwei Kinder hervor, Alexandra Shackleton (* 1940) und Charles Edward Ernest Shackleton (1942–1979).
Bereits während seiner Studienzeit am Magdalen College in Oxford, nahm er 1932 als Landvermesser an einer Expedition der University of Oxford nach Sarawak im heutigen Malaysia teil. Nach seinem Studienabschluss organisierte Shackleton selbst dann die  Oxford University Ellesmere Land Expedition und bestimmte Gordon Noel Humphreys als deren Leiter. Shackleton begleitete die Expedition als stellvertretender Landvermesser nach Humphreys. Erfolge dieser Expedition waren schließlich die Namensgebung des Mount Oxford (nach der Universität von Oxford) und der British Empire Range.
Während des Zweiten Weltkriegs wurde Shackleton 1940 Mitglied der Königlichen Luftwaffe und arbeitete dann als Anti-U-Boot-Planer und Geheimdienstoffizier. 1945 wurde er mit dem Offizierskreuz OBE (Officer of the Most Excellent Order of the British Empire) ausgezeichnet.
1946 wurde Shackleton für die Labour Party im Wahlkreis Preston zum Mitglied des Parlaments gewählt. Nach einer Änderung der Wahlbezirkseinteilung erhielt er bei der Wahl im Jahr 1950 das Mandat für den Wahlkreis Preston South. Bei den Wahlen 1955 unterlag er dem Kandidaten der Conservative Party, Alan Green, erhielt aber 1958 durch seine Nobilitierung zum Baron Shackleton von Burley in der Grafschaft Hampshire die Mitgliedschaft im Oberhaus auf Lebenszeit. In der Amtszeit von Premierminister Harold Wilson diente Shackleton 1964–1967 im Verteidigungsministerium unter Denis Healey als Zuständiger für die Luftwaffe, war dann 1967–1968 Minister ohne Geschäftsbereich und 1968 schließlich Generalzahlmeister (Paymaster General). Seit 1966 gehörte er dem Privy Council an.
Von 1968 bis 1970 war er Führer der Labour-Mehrheitsfraktion im Britischen Oberhauses, und in den Jahren danach dann Oppositionsführer im Oberhaus. Von 1968 bis 1970 bekleidete Shackleton zudem das Amt des Lordsiegelbewahrers.
Ab 1971 war Shackleton Vorsitzender der Königlichen Geographischen Gesellschaft. 1994 wurde er Präsident auf Lebenszeit der neu gegründeten James-Caird-Gesellschaft, welche nach dem Boot benannt wurde, in welchem Edward Shackletons Vater und dessen Mannschaft aus der Antarktis entkamen (das Boot war benannt nach James Key Caird, 1837–1916, britischer Industrieller und Philanthrop). Von 1962 bis zu seinem Tod war er zudem als Schirmherr für die British Schools Exploring Society (B.S.E.S.) tätig.
Ab 1973 arbeitete Shackleton für die RTZ Corporation Ltd. (zuvor Rio Tinto Zinc, heute Rio Tinto plc.), wurde 1975 stellvertretender Vorstandsvorsitzender, und hatte diesen Posten inne bis zu seiner Pensionierung 1982. 1975 empfahl er in einer im Auftrag der britischen Regierung erstellten Untersuchung zur Verbesserung der Infrastruktur der Falklandinseln, den Flugplatz von Port Stanley auszubauen und die Fischereirechte zu beschränken. Diesen Bericht aktualisierte er 1982 anlässlich des Falklandkrieges.
Shackleton wurden mehrere Ehrentitel verliehen, wie beispielsweise die Ehrendoktorwürde der Universitäten Warwick (1978) und Southampton (1986). Lord Shackleton war zudem Pro-Chancellor der University of Southampton, und in dieser Rolle sehr bestrebt, den Fachbereich Geographie weiterzuentwickeln. An der Universität von Southampton ist ein Gebäude nach ihm benannt worden, in dem neben der Abteilung Psychologie auch die Abteilung Geographie untergebracht ist.
Edward Shackleton starb 83-jährig am 22. September 1994.